# 钻石岩

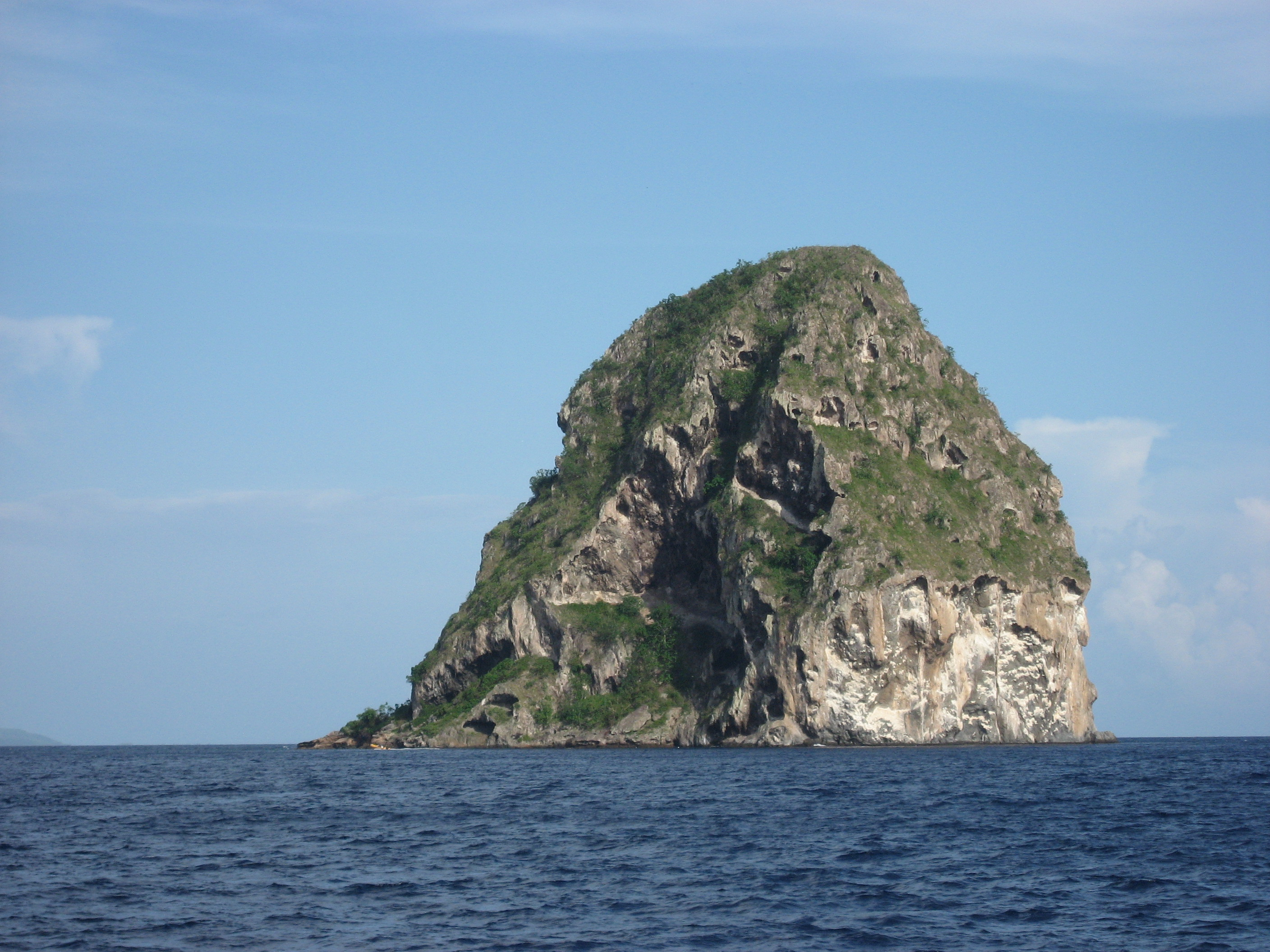
钻石岩

钻石岩（法語：Rocher du Diamant）位于法国海外省马提尼克南部的加勒比海中，距海岸约3公里，是一座高175米的无人居住的玄武岩小岛。1804年，英国派水手登陆并将该岛注册为一艘船只。后法国经过17个月的战斗将其攻克。现为著名的一处游览胜地。